# Daniel B. Clark
Daniel Bryan Clark (* 28. April 1890 in Urbana, Missouri; † 14. Dezember 1961 in San Bernardino County, Kalifornien) war ein US-amerikanischer Kameramann.

## Leben
Daniel B. Clark war ab 1921 als Kameramann bei der Fox Film Corporation beschäftigt, wo er 1923 bei John Fords frühem Werk Unter den Wölfen von Alaska zum Einsatz kam. Besonders häufig setzte Clark zu dieser Zeit Stummfilm-Western in Szene und wurde so der Lieblingskameramann von Western-Star Tom Mix. Von 1926 bis 1928 war er Präsident der American Society of Cinematographers. In den 1930er Jahren war er bei der Fox für einige Teile der beliebten Charlie-Chan-Reihe zuständig, wie etwa Charlie Chan in Ägypten (1935) mit Warner Oland in der Titelrolle. Bei der Oscarverleihung 1943 erhielt Clark den Scientific and Engineering Award für die Entwicklung eines Justierungssystems für Kameralinsen. In den 1950er Jahren war er für mehrere Fernsehserien als Kameramann tätig. 
Mit seiner Ehefrau Estella May Read hatte Clark zwei Töchter. Er starb 1961 im Alter von 71 Jahren in San Bernardino County, Kalifornien.

## Filmografie (Auswahl)
- 1921: Der Dämon der Landstraße (The Road Demon)
- 1922: Der Blitzbeißer (For Big Stakes)
- 1922: Der Herr der Steppe (Just Tony)
- 1923: Banditenrache (Three Jumps Ahead)
- 1923: Unter den Wölfen von Alaska (North of Hudson Bay)
- 1923: Die Augen des Urwaldes (Eyes of the Forest)
- 1924: Tom Mix im Damenstift (Ladies to Board)
- 1924: Tom Mix, der Damenfreund (Oh, You Tony!)
- 1924: Der Sturm auf den Goldexpreß (The Deadwood Coach)
- 1925: Dick Turpin, der galante Bandit (Dick Turpin)
- 1925: Der Rächer (Riders of the Purple Sage)
- 1925: Der schüchterne Don Juan (The Lucky Horseshoe)
- 1925: Der König der Gaukler (The Best Bad Man)
- 1926: Cowboy und Zirkuskind (My Own Pal)
- 1926: Der Einbruch im Grand-Hotel (Hard Boiled)
- 1926: Das Testament des Goldsuchers (No Man’s Gold)
- 1926: Räuber der Königsschlucht (The Great K & A Train Robbery)
- 1927: Das Geheimnis des Vulkans (Silver Valley)
- 1927: Der Arizona-Tiger (The Arizona Wildcat)
- 1927: The Last Trail
- 1928: Die Mädchenfarm (Horseman of the Plains)
- 1928: Achtung Tom, Gefahr im Verzug! (Hello Cheyenne)
- 1928: Fluch der Leidenschaft (Red Wine)
- 1930: Mord in Alaska (Rough Romance)
- 1931: Charlie Chan – Der Tod ist ein schwarzes Kamel (The Black Camel)
- 1932: Tom rechnet ab! (Destry Rides Again)
- 1932: Der Ritt ins Todestal (The Rider of Death Valley)
- 1932: Mein Freund, der König (My Pal, the King)
- 1932: Eine Minute vor Zwölf (The Fourth Horseman)
- 1932: Der Mann ohne Furcht (Hidden Gold)
- 1933: Mit dem Tod um die Wette (Straightaway)
- 1935: Charlie Chan in Ägypten (Charlie Chan in Egypt)
- 1936: Fünflinge (The Country Doctor)
- 1936: Charlie Chan im Zirkus (Charlie Chan at the Circus)
- 1936: Gefährliche Fracht (Human Cargo)
- 1937: Charlie Chan bei den Olympischen Spielen (Charlie Chan at the Olympics)
- 1937: Born Reckless
- 1937: Checkers
- 1937: Charlie Chan in Monte Carlo (Charlie Chan at Monte Carlo)
- 1938: Change of Heart
- 1938: Five of a Kind
- 1953–1954: Your Favorite Story (TV-Serie, fünf Folgen)
- 1953–1954: The Cisco Kid (TV-Serie, sieben Folgen)
- 1953–1955: I Led 3 Lives (TV-Serie, fünf Folgen)
- 1954: Meet Corliss Archer (TV-Serie, eine Folge)